# Антипенко, Григорий Александрович
Григо́рий Алекса́ндрович Анти́пенко (род. 10 октября 1974, Москва, СССР) — российский актёр театра и кино. Наиболее известен по роли Андрея Жданова в сериале «Не родись красивой».

## Биография
Родился 10 октября 1974 года в семье инженеров в Москве.
В детстве жил на Мосфильмовской улице, напротив одноимённой киностудии, где его мама работала инженером-технологом. С раннего возраста увлекался биологией, уже с восьми лет штудировал энциклопедии, запоминая названия животных на латинском языке, и мечтал о путешествиях. Пресмыкающиеся, а особенно змеи — самые любимые представители фауны.
После окончания школы поступает в фармацевтическое училище по специальности фармацевт. Однако по профессии работает недолго, уставая от монотонности. Искал себя в различных направлениях: закончил бухгалтерские курсы и подготовительные в юридический ВУЗ, за недолгое время успел поработать в рекламном агентстве, социальным работником, менеджером, а также изготовителем факсимильных копий (копий музейных экспонатов) на «Мосфильме»:
«Это был безумно интересный период, зарабатывал копейки, буквально экономил на еде», — говорит об этом периоде своей жизни. 
Но быстро понял, что всё это не его:
«Я считаю, что каждый человек должен искать себя, как говорится, до последнего. Лучше искать себя и не найти, чем успокоиться на чём-то посредственном и, в результате, не получать от жизни и работы никакого удовольствия».
Ещё в юности он занимался в театральной студии «Свеча» при ДК Савёловского района, но об актёрской профессии всерьёз не задумывался, пока в 22 года судьба не привела в «Сатирикон», где он проработал два года монтировщиком сцены. Пересмотрев множество спектаклей и, увидев театральную кухню изнутри, постепенно пришёл к мысли, что нужно искать себя в творческой среде. Параллельно с этой работой начал заниматься в подготовительной группе при Школе-студии МХАТ, пробуя свои силы, как актёр. И в 1999 году поступил в Щукинское училище, мастерскую Родиона Овчинникова.
Уже на четвёртом курсе дебютировал в кино, снявшись в эпизоде сериала «Кодекс чести», некоторое время играл в «Классном театре», театре Маяковского. По окончании училища в 2003 году был принят в труппу театра «Et cetera», где задействован в спектаклях: «Парижский романс», «Тайны тетушки Мэлкин». За роли в спектакле «Парижский романс» в театре «Et Cetera» в 2004 году был номинирован на ежегодную театральную премию «Московские дебюты». Участвовал в спектаклях: «Прекрасные люди», «Кони привередливые», «Старый сын с преогромными крыльями», «Дон Кихот из Ламанчи».
В это же время начал успешно сниматься в кино. Несмотря на то что, его герой Платон Амелин в сериале «Талисман любви» — персонаж отрицательный, у актёра появляются первые поклонники его творчества. Но всеобщая известность приходит во время съёмок в сериале «Не родись красивой», где он играет президента модного дома «Зималетто» — Андрея Жданова. Его герой и сам Григорий не имеют ничего общего, тем не менее свою роль он исполнил просто блестяще, изучив и проработав все стороны своего персонажа. Как говорит актёр, эта роль стала для него настоящей школой мастерства: «Мне надо было понять моего персонажа, понять человека, у которого нет проблем. Поэтому мне было интересно „делать“ этого героя». В 2006 году за роль Андрея Жданова была вручёна украинская народная премия «Телезвезда», как лучшему телеактёру года.
После завершения съёмок «Не родись красивой» начинает активно сниматься в кино: в ироническом детективе «Человек без пистолета», в комедии «Луна-Одесса», в историческом фильме «Заговор», мелодраме «Разлучница», драме «Этим вечером ангелы плакали», за которую на Фестивале имени Сергея Герасимова «Любить человека» в Челябинске Григорию был вручён приз за «Лучшую мужскую роль».
Главное увлечение — альпинизм, но не как спорт, а способ восприятия жизни, что помогает осознать себя и задуматься о вечных ценностях. Он побывал на Кавказе, Тянь-Шане, Алтае и в других примечательных местах. Впервые, в 1998 году, проделал своё первое восхождение в одиночку на Кавказе, чтобы испытать себя и побороть собственные страхи: «Оттуда хочется вернуться, но не ради того, чтобы уйти, а чтобы поделиться. Потому что эмоции — переполняют. Ты вырываешься оттуда и хочется целовать людей, потому что все они замечательные. Ты прощаешь им заранее все их грехи, злость или какие-то недостатки. Проблемы суеты, которые существуют в человеческом мире, безмерно малы, по сравнению с тем ощущением, которое появляется там», — делится в интервью передачи «Кто там» Вадима Верника. В 2010 году покорил пик Хан-Тенгри, (северного Тяньшанского хребта Тенгритаг) (7 070м), в 2011 году покорил пик Ленина (Памир) (7 134м), в 2012 году — пик Корженевской (Памир) (7 105 м).
Помимо съёмок в кино, играет профессора Хиггинса в антрепризном спектакле «Пигмалион» реж. П. Сафонова по одноимённому произведению Б. Шоу. За смелый творческий эксперимент спектакль был отмечен специальным призом жюри Фестиваля «Амурская осень» в Благовещенске в 2007 году. Также участвовал в спектаклях «Результат налицо», реж. Житинкин и спектакле «Орфей и Эвридика», реж. П.Сафонов.
В 2012 году стал слушателем Высших курсов сценаристов и режиссёров.
Летом 2013 года был зачислен в труппу театра имени Вахтангова.
Спектакли с участием неоднократно получали Международную театральную премию зрительских симпатий «Звезда Театрала».
В 2012 году в номинации «Лучшая антреприза» победил спектакль «Одесса 913», реж. Р. Ю. Овчинников.
В 2013 году так же в номинации «Лучшая антреприза» спектакль «Двое на качелях», реж. А. А. Кирющенко.
В 2014 году в номинации «Лучший музыкальный спектакль» — «Отелло», режиссёр-хореограф А.Холина.

## Личная жизнь
- Первая жена Елена Антипенко.
  - Сын — Александр (род. 16 декабря 1999). Окончил ГИТИС, увлекается альпинизмом[2].
- Гражданская жена (2006—2012) — актриса Юлия Такшина (род. 9 июля 1980), с которой познакомился на съёмках телесериала «Не родись красивой». После шести лет совместной жизни пара распалась[3][4].
  - Сыновья — Иван (род. 27 июня 2007) и Фёдор (род. 3 июля 2009)[4].

В 2019 году актёр объявил, что второй раз вступил в официальный брак и у него родился 4-й сын. Имя новой супруги держится в секрете. В 2023 году актёр сообщил у него родился 5-й сын. 
Сыновья — Афанасий (род. 3 июля 2019) и Фома (род. октябрь 2023)

## Фильмография
| Год         | Название                                                | Роль                                     |
| ----------- | ------------------------------------------------------- | ---------------------------------------- |
| 2002        | Кодекс чести                                            | снимался                                 |
| 2003        | Операция «Цвет нации»                                   | снимался                                 |
| 2004        | Голова классика                                         | Григорий                                 |
| 2005        | Талисман любви                                          | Платон Амелин, фокусник и мошенник       |
| 2005 — 2006 | Не родись красивой                                      | Андрей Жданов                            |
| 2007        | Человек без пистолета                                   | Михаил Саблин                            |
| 2007        | В ожидании чуда                                         | пассажир в самолёте                      |
| 2007        | Заговор                                                 | Михаил Комиссаров, полковник жандармерии |
| 2007        | Луна-Одесса                                             | Борис                                    |
| 2008        | Этим вечером ангелы плакали                             | Иван Никитин                             |
| 2008        | Разлучница                                              | Виктор Антонов                           |
| 2008        | Провинциалка                                            | Константин Градский                      |
| 2008        | Враг номер один                                         | Геннадий                                 |
| 2008        | Альпинист                                               | Виталий Долинцев                         |
| 2009        | М+Ж                                                     | Роман Емельянов                          |
| 2009        | Москва, я люблю тебя!                                   | Сергей Александрович                     |
| 2010        | Возвращение в "А"                                       | военврач                                 |
| 2010        | Допустимые жертвы                                       | Максим                                   |
| 2010        | Военная контрразведка. Наша победа. Операция "След"     |                                          |
| 2010        | Обратный путь                                           | Пётр Фролов, геолог                      |
| 2010        | Сердце матери                                           | Поляков                                  |
| 2010        | Рапунцель: Запутанная история                           | Флин Райдер (озвучка)                    |
| 2010        | Последняя минута                                        | Фёдор Ситников                           |
| 2010        | Чёрная метка                                            | Максим Ерошин                            |
| 2011        | Возмездие                                               | Максим Третьяков                         |
| 2011        | Весна в декабре                                         | Вадим Волков                             |
| 2011        | Спасти мужа                                             | Сергей Князев                            |
| 2011        | Пуля-дура 4                                             | Сергей Волков                            |
| 2011        | Пуля-дура 5                                             | Сергей Волков                            |
| 2012        | После дождичка в четверг                                | матрос Сашка                             |
| 2012        | Верю                                                    | Иван                                     |
| 2012        | Подпоручикъ Ромашовъ                                    | Бек Агамалов                             |
| 2012        | Отдам жену в хорошие руки                               | Женя                                     |
| 2012        | Васильки для Василисы                                   | Василий                                  |
| 2012        | 45 секунд                                               | Андрей Матонин                           |
| 2012        | Тэд Джонс и Затерянный город                            | Макс Мордон (озвучка)                    |
| 2013        | Бальзаковский возраст, или Все мужики сво… 5 лет спустя | Леонид                                   |
| 2016        | Она сбила лётчика                                       | Валерий Павлов                           |
| 2017        | Торгсин                                                 | Виктор Иванович Серебров                 |
| 2020        | Парадокс Грибоедова                                     | Озвучание                                |

## Книги
Озвучил новеллу «Амок» Стефана Цвейга.

## Театральные роли

### «Et cetera»
- «Парижский романс»
- «Тайна тетушки Мэлкин» — Карло
- «Кони привередливые»
- «Старый-старый сеньор с преогромными крыльями»
- «Прекрасные люди»
- «Дон Кихот из Ламанчи»

### АНО «Театральный марафон»
- «Пигмалион» — профессор Хигинс

### Театральное агентство Гагарин Продакшн
- «Паника. Мужчины на грани нервного срыва» — Джонни, телеведущий

### Продюсерская Группа «ТЕАТР»
- «Результат налицо» — Альфред

### Другой театр
- «Орфей и Эвридика» — Орфей

### Театр Вахтангова
- «Медея» — Язон
- «Отелло» — Отелло
- «Улыбнись нам, Господи» — «Палестинец»
- "Обещание на рассвете" — Гари
- Севильский цирюльник  — Альмавива

### Театр Ермоловой
- «Одесса 913» — Беня Крик

### Современный театр антрепризы
- «Двое на качелях» — Джерри

### Театр на Малой Бронной
- «Сирано де Бержерак» — Сирано де Бержерак

## Награды
- 2006 год — Народная премия «Телезвезда» (Украина) в номинации «Лучший телеактёр года»
- 2008 год — Лучший актёр на фестивале «Любить человека» имени Сергея Герасимова
- 2021 год — Орден Дружбы (10 сентября 2021 года) — за большой вклад в развитие отечественной культуры и искусства, многолетнюю плодотворную деятельность[6].